# نویلیو
نویلیو (به ایتالیایی: Noviglio) یک کومونه در ایتالیا است که در استان میلان واقع شده‌است. نویلیو ۱۵٫۶ کیلومتر مربع مساحت و ۳٬۴۵۶ نفر جمعیت دارد و ۱۰۳ متر بالاتر از سطح دریا واقع شده‌است.